# Brad Paisley
Brad Douglas Paisley (28 de octubre de 1972) es un cantante, compositor y músico estadounidense. Su estilo va desde la música country tradicional hasta el rock sureño, y sus canciones suelen contener toques de humor y referencias a la cultura popular.
Paisley ha sido ganador del premio a vocalista masculino del año de los CMA (premios de la asociación de música country) y de la ACM (academia de música country) varios años consecutivos. Además, el 10 de noviembre de 2010, ganó el premio a artista del año de los CMA.
Desde que su primer disco, Who Needs Pictures, salió a la venta en 1999, Paisley ha grabado ocho álbumes de estudio y una recopilación navideña con la discográfica Arista Nashville. Todos sus discos han sido acreditados como discos de oro o con un alto número de ventas por la RIAA. De hecho, ha registrado 25 sencillos en la lista de éxitos Hot Country Songs de la revista Billboard de los EE. UU., de los cuales 16 han llegado a ser número 1, logrando el récord de 10 sencillos consecutivos que alcanzan lo más alto de la lista.

## Biografía
Nació el 28 de octubre de 1972 en Wheeling (Virginia Occidental). Su padre, Douglas Edward "Doug" Paisley, trabajó para el Departamento de transporte de Virginia Occidental mientras que su madre, Sandra Jean "Sandy" (de soltera Jarvis) Paisley, era profesora. Fue criado en Glen Dale (Virginia Occidental). Su amor por la música country comenzó gracias a su abuelo materno, Warren Jarvis, quién le dio su primera guitarra, una Danelectro de la línea Silvertone de Sears, a los 8 años de edad y le enseñó a tocar. Cuando tenía 10 años tocó en público por primera vez cantando en su iglesia. Más adelante dijo que poco después, tocaba en todas las fiestas de Navidad y eventos del día de la madre y que, lo bueno de vivir en un lugar pequeño, es que si quieres ser un artista, te convierten en uno. A los 12 años Paisley escribió su primera canción, titulada "Born on Christmas Day". Había estado asistiendo a clases con Clarence "Hank" Goddard, un guitarrista local. Cuando Paisley tenía 13 años, Goddard y él formaron una banda llamada "Brad Paisley and the C-Notes" junto con otros dos adultos amigos de Paisley.
Mientras estaba realizando los primeros años del instituto su director le oyó cantar "Born On Christmas Day" y le invitó a tocar en una reunión local del Rotary Club a la que asistió Tom Miller, el director de programa de una estación de radio de Wheeling (Virginia Occidental). Miller le preguntó si le gustaría aparecer como invitado en Jamboree USA (programa de radio sobre música country). Tras su primera actuación le ofrecieron convertirse en miembro de la alineación semanal del programa. Durante los 8 años siguientes fue telonero de famosos cantantes de música country, como The Judds, Ricky Skaggs y George Jones, y se convirtió en la persona más joven en aparecer en el salón de la fama de Jamboree USA. También actuó en el festival anual de música country llamado "Jamboree in the Hills".
Paisley se graduó en el instituto John Marshall de Glen Dale (Virginia Occidental) en 1991, estudió durante 2 años en la universidad de West Liberty (Virginia Occidental) y más adelante ganó una beca completamente pagada de la ASCAP para ir a Belmont University, en Nashville, Tennessee (de 1993 a 1995). Internó en ASCAP, Atlantic Records y la firma dirigida por Fitzgerald-Hartley. Mientras estaba en la universidad conoció a Frank Rogers, un estudiante amigo suyo que acabó siendo su productor, a Kelley Lovelace, que se convirtió en su ayudante para componer canciones, y a Chris DuBois, que también escribe canciones con él.
Una semana después de graduarse en Belmont University con un nivel de licenciado en compañías discográficas, Paisley firmó un contrato de compositor con EMI; y escribió una canción, titulada "Another You", para David Kersh, que llegó hasta el número 5 de las listas de éxitos. También escribió, junto a él, el sencillo de David Ball de 1999 titulado "Watching My Baby Not Come Back.".

## Trayectoria
Debutó como cantante con la discográfica Arista Nashville, con la canción "Who Needs Pictures" (publicada el 22 de febrero de 1999). En mayo de ese mismo año hizo su primera aparición en el programa Grand Ole Opry. Siete meses después tuvo su primer número 1 con "He Didn't Have to Be", que contaba la historia del coescritor habitual de Paisley, Kelley Lovelace, y de su hijastro, McCain Merren. We Danced también fue un éxito para el álbum debut de Paisley, alcanzando el número 1 de la lista "Hot Country Singles & Tracks chart" de la revista Billboard. En febrero de 2001 el álbum ya se consideraba de platino.
En el año 2000, la fama de Paisley aumento considerablemente cuando fue expuesto, por primera vez, a una audiencia nacional, no solo orientada hacia la música country, en el especial "Route 66: Main Street America." de la TLC. El productor Todd Baker impulsó a Paisley a aparecer en el programa cuando el joven músico aún era relativamente desconocido fuera del mundo de la música country. El programa muestra a Paisley y a su banda haciendo versiones acústicas y en directo poco comunes de Route 66. Las versiones internacionales y caseras del programa terminan con una interpretación acústica, completa y sin cortes de la pieza, que fue representada en directo en Rainbow Bridge, Riverton (Kansas). El programa predijo con exactitud que Paisley se convertiría en un músico legendario.
Más adelante, aún en el 2000, Paisley ganó el premio Horizon de la CMA y el premio a mejor vocalista masculino nuevo de la ACM. Recibió su primera nominación a los premios Grammy un año después por mejor artista nuevo. El 17 de febrero de 2001, Paisley fue reclutado para el Grand Ole Opry Tenía 28 años cuando aceptó la invitación y se convirtió en el miembro más joven en unirse. PBS hizo un concierto especial por su 75 aniversario en el que Paisley se emparejó con Chely Wright y juntos cantaron Hard to Be a Husband, Hard to Be a Wife, canción incluida en el álbum Backstage at the Opry, ganando así una nominación de la CMA a mejor evento vocal del año.
En 2002 ganó el premio a mejor vídeo musical del año por la CMA con I'm Gonna Miss Her (The Fishin' Song)". Varios famosos aparecen como invitados en el vídeo, entre ellos: Little Jimmy Dickens, Kimberly Williams, Dan Patrick y Jerry Springer. Sus otros tres sencillos del álbum Part II, "I Wish You'd Stay", "Wrapped Around", y "Two People Fell in Love" entraron en el Top 10 de las listas de éxitos. El álbum se mantuvo en las listas de éxitos durante más de 70 semanas y se certificó como platino en agosto de 2002. Para promocionar el disco hizo una gira por todo el país como telonero de Lonestar.
Su tercer disco de estudio se llama Mud on the Tires (2003). El álbum incluye su famosa canción Celebrity", cuyo vídeo es una parodia de reality shows americanos como Fear Factor, American Idol, The Bachelorette y According to Jim, e incluye celebridades como Jason Alexander, James Belushi, Little Jimmy Dickens, Trista Rehn y William Shatner (Más adelante Paisley contribuyó en el álbum Has Been de Shatner). La canción con el mismo nombre que el álbum, Mud on the Tires", alcanzó el número 1 de la revista Billboard en 2004.
Además, la novena pista de Mud on the Tires, "Whiskey Lullaby", un dueto con Alison Krauss alcanzó el número 3 de la lista "Hot Country Singles & Tracks (ahora Hot Country Songs)" de la revista Billboard, y el 41 en la lista de las 100 mejores canciones según Billboard. El vídeo musical de Whiskey Lullaby también ganó varios premios y se consideró el número 2 de los 100 mejores vídeos musicales según CMT en 2008. El álbum fue certificado doble platino.
En 2005, después de hacer una gira con Reba McEntire y Terri Clark llamada "Two Hats and a Redhead Tour", publicó Time Well Wasted, que contiene 15 pistas de audio. Este álbum incluye "Alcohol," dos duetos — "When I Get Where I'm Going" con Dolly Parton y "Out in the Parking Lot" con Alan Jackson — y un bonus track, "Cornography." El 6 de noviembre de 2006, el álbum "Time Well Wasted" ganó el premio a mejor álbum de la CMA. "Time Well Wasted" también ganó el premio a álbum del año en 2006 por la ACM.
Paisley también colaboró con dos canciones originales para la película de Disney: Cars. Estás canciones se pueden encontrar en la banda sonora de la película. Su participación en la banda sonora fue en reconocimiento por su colaboración en el especial de televisión "Route 66: Main Street America".
En los premios Grammy de 2006, Paisley recibió cuatro nominaciones: Mejor álbum country (por Time Well Wasted), mejor canción country (por "Alcohol"), mejor pieza instrumental country (por "Time Warp") y mejor vocalista country masculino (por "Alcohol").
El quinto álbum de Paisley, 5th Gear, fue publicado en los Estados Unidos el 19 de junio de 2007. Los cuatro primeros sencillos del álbum, "Ticks", "Online", "Letter to Me" y "I'm Still a Guy", alcanzaron el número 1 en la lista de sencillos de música country, consiguiendo que Paisley tuviera siete números 1 seguidos. Para la grabación de "Online" contó con la banda musical del instituto Brentwood, que tocó hacia el final de la canción, con un cameo de Jason Alexander y con un cameo de William Shatner. Throttleneck también llegó a ser número 1 y se convirtió en el primer Grammy de Paisley.
El quinto sencillo de 5th Gear es realmente una reedición de su canción "Waitin' on a Woman", una pista del disco Time Well Wasted. Esta reedición fue puesta en antena, sin solicitación, a finales de 2006 y contaba con menos partes con guitarra y violín y más tonos musicales débiles. En la semana del 20 de septiembre de 2008 la canción se convirtió en el duodécimo número 1 de Paisley y en su octavo número 1 consecutivo, lo que le convertía en el artista con más números uno de música country consecutivos desde el comienzo de Nielsen SoundScan en 1990.
En julio de 2006, el productor Todd Baker animó a Brad a participar en una aparición televisiva como dibujo animado en Las mascotas maravilla, Papá Armadillo. El episodio también contaba con la mujer de Brad, Kimberly Williams, como Mamá Armadillo.
Paisley hizo una gira desde el 26 de abril de 2007 hasta el 24 de febrero de 2008 para promocionar 5th Gear, la gira se llamó "Bonfires & Amplifiers Tour". La gira pasó por 94 ciudades en un periodo de unos 10 meses y tocó delante de unas 1,000,000 fanes. Fue tan exitosa que se alargó desde su fecha final original hasta febrero de 2008. Algunos de los teloneros de la gira fueron Taylor Swift, Kellie Pickler, Jack Ingram, Rodney Atkins y Chuck Wicks.
Paisley fue nominado a 3 premios Grammy en 2008: Mejor álbum country (por 5th Gear), mejor colaboración country (por "Oh Love" con Carrie Underwood) y mejor pieza instrumental country (por "Throttleneck"). El 10 de febrero de 2008 ganó su primer Grammy por mejor pieza instrumental country con "Throttleneck".
En marzo de 2008, Brad Paisley anunció su siguiente gira, "The Paisley Party," una gira de 42 días patrocinada por Hershey's. La gira terminó el 11 de junio de 2008 en Albuquerque, Nuevo México, con Chuck Wicks, Julianne Hough y Jewel de teloneros.
Su sexto álbum, principalmente instrumental, titulado Play, salió a la venta el 4 de noviembre de 2008. Brad Paisley y Keith Urban sacaron en la radio su primer dueto juntos, "Start a Band", el 8 de septiembre de 2008. Fue el único sencillo de Play y se convirtió en el decimotercer número uno de Paisley y en el noveno consecutivo. En el álbum también colaboraron James Burton, Little Jimmy Dickens, Vince Gill, John Jorgenson, B.B. King, Albert Lee, Brent Mason, Buck Owens, Redd Volkaert y Steve Wariner. Tanto Paisley como Urban fueron nominados a artista del año por la CMA el 10 de septiembre de 2008. El 12 de noviembre de 2008, Brad Paisley, ganó los premios de la CMA a vocalista masculino del año y a mejor vídeo musical del año por "Waitin' on a Woman".

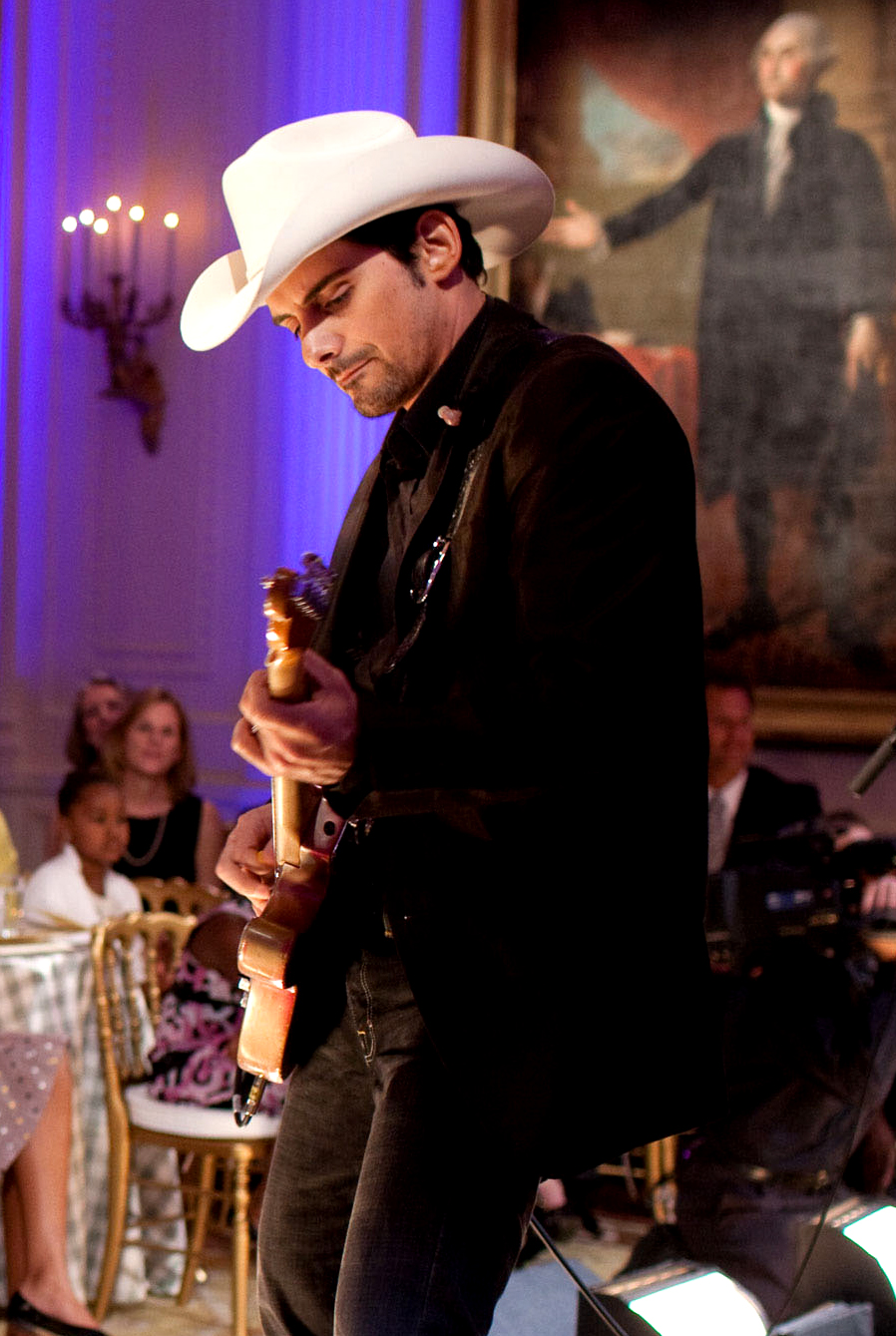
Brad Paisley tocando en la Casa Blanca.

Brad Paisley anunció el 26 de enero de 2009 su nueva gira, "American Saturday Night". Dierks Bentley y Jimmy Wayne fueron los teloneros de la mayoría de los conciertos de la gira. Su nuevo álbum, American Saturday Night, fue publicado el 30 de junio de 2009. El primer sencillo del álbum, "Then", salió a la venta en marzo de 2009 y fue representado en directo por primera vez el 18 de marzo en American Idol. "Then" se convirtió en el decimocuarto número uno de Paisley y en el décimo consecutivo.
El 6 de mayo de 2009, Paisley hizo una actuación exclusiva para un pequeño grupo de miembros de su club de fanes en el estudio A de Grand Ole Opry en Nashville, Tennessee, para un episodio del programa CMT Invitation Only. El programa da a los fanes una oportunidad para ver a sus artistas favoritos de manera más íntima, cercana y personal. El programa fue transmitido el lunes, 3 de agosto a las 19:00  en CMT.
El 21 de julio de 2009 Paisley tocó en la Casa Blanca en una fiesta sobre la música country llamada "Country Music at the White House". Esta actuación fue emitida en directo en la web de la Casa Blanca al igual que en un especial llamado Great American Country.
El 11 de noviembre de 2009 Paisley presentó, junto a Carrie Underwood, los premios de la CMA por segundo año consecutivo. También tocó "Welcome to the Future" y ganó los premios a vocalista masculino del año y a acontecimiento musical del año por Start a Band junto a Keith Urban.
El viernes, 5 de marzo de 2010, en el último concierto de su gira "American Saturday Night Tour", en el North Charleston Coliseum de Charleston (Carolina del Sur), Paisley se resbaló y se cayó mientras tocaba la última canción, "Alcohol". Por temor a una fractura de costilla pasó la noche en un hospital, pero tras hacerse un TAC se vio que no tenía nada grave.
El 31 de julio de 2010 tocó junto a Carrie Underwood en la inauguración del "Greenbrier Classic PGA Tour Event" (torneo de golf) en Lewisburg, West Virginia. Unas 60,000 personas acudieron al evento al aire libre para ver a Brad y a Carrie actuar bajo una lluvia torrencial.
El 4 de agosto de 2010, la web oficial de Paisley anunció que iba a publicar su primer álbum oficial de grandes éxitos, titulado Hits Alive. El álbum fue publicado el 2 de noviembre de 2010. Se trata de una colección de dos discos, el primero contiene versiones de estudio de los éxitos de Paisley mientras que el segundo contiene versiones en directo, grabadas previamente, de sus canciones.
Brad Paisley presentó, junto a Carrie Underwood, los premios de la CMA el 10 de noviembre de 2010. Además ganó el premio de la CMA a artista del año. Durante el discurso de recogida del premio, Paisley honró a su abuelo, quién le animó a tocar la guitarra.
En diciembre de 2010, Paisley sacó la canción "This Is Country Music", titulada igual que su disco eighth studio album, publicado el 23 de mayo de 2011. El segundo sencillo del álbum, "Old Alabama" (con Alabama), salió en las radios de música country el 14 de marzo de 2011 y se convirtió en el decimonoveno número uno de Paisley. "Remind Me," con Carrie Underwood, salió en las radios el 23 de mayo de 2011.
El 22 de marzo de 2011, la web oficial de Paisley, anunció un nuevo juego titulado "Brad Paisley World." El juego está basado en otros juegos de Facebook como Farmville o Mafia Wars y cuenta con animación original. El juego proporciona a los fanes un nuevo modo para interaccionar entre ellos y ver material exclusivo que de otra manera no estaría disponible.
El 12 de mayo de 2011, la web de Paisley anunció que iba a sacar dos canciones para la banda sonora de la película Cars 2. Una de ellas en colaboración con el cantante británico de pop Robbie Williams.
El 19 de octubre de 2011, Paisley puso la voz a varios personajes secundarios del episodio Bass to Mouthde South Park.
Controversia en torno a la colaboración Brad Paisley-LL Cool J en el nuevo álbum de Paisley Wheelhouse. La canción Accidental Racist recibió muchas críticas. The Atlantic escribió que la canción es un ejemplo de “cómo no cantar sobre la bandera confederada” que terminó siendo “accidentalmente racista”. The New York Times lo llamó "el peor tipo de propaganda política" que es "difícil de tragar". Muchas personas recurrieron a Twitter para expresar sus opiniones, lo que convirtió a #AccidentalRacist en trending topic.
En 2014 regresó a la música country más alegre y despreocupada con Moonshine in the Trunk.
El verano de 2015 trajo la noticia de que Paisley sería como mentor para el equipo de Blake Shelton en la temporada 9 de The Voice. 
En octubre de 2016, Paisley dio a conocer una nueva canción, Today. Marcó el primer sencillo de su 11º álbum de estudio, Love and War, que también contó con colaboraciones de los pesos pesados del rock Mick Jagger y John Fogerty.
Paisley continúa colaborando con Peyton Manning en una campaña publicitaria de varios años con Nationwide insurance. En 2015, se asoció con Boot Barn® para desarrollar Moonshine Spirit de Brad Paisley, una línea exclusiva de jeans, sombreros, camisetas, joyas, cinturones y camisas tejidas. Un artista prolífico, el primer especial en horario estelar de Paisley, Brad Paisley Thinks He's Special, se emitió en ABC en diciembre de 2019 y obtuvo más de 18,1 millones de espectadores. Paisley y su esposa, Kimberly Williams-Paisley, son cofundadores de la organización sin fines de lucro The Store, una tienda de comestibles basada en referencias gratuitas, que tiene como objetivo empoderar a las personas y familias de bajos ingresos en el área de Nashville.

## Giras
- 2003 - Brooks & Dunn's Neon Circus & Wild West Show
- 2004 - Mud & Suds Tour (con Sara Evans, Andy Griggs)
- 2005 - Two Hats & A Redhead Tour (con Reba McEntire, Terri Clark)
- 2006 - Time Well Wasted Tour (con Sara Evans, Sugarland, Carrie Underwood, Jake Owen, Josh Turner, Billy Currington)
- 2007-2008 - Bonfires & Amplifiers Tour (con Taylor Swift, Jack Ingram, Kellie Pickler, Rodney Atkins, Chuck Wicks)
- 2008 - The Paisley Party Tour (con Chuck Wicks, Julianne Hough, Jewel)
- 2009 - The Paisley Party Tour (con Dierks Bentley, Darius Rucker, Crystal Shawanda)
- 2009 - American Saturday Night Tour (con Dierks Bentley, Jimmy Wayne)
- 2010 - American Saturday Night Tour (con Miranda Lambert, Justin Moore)
- 2010 - The H2O Tour (w/ Darius Rucker, Justin Moore, Easton Corbin, Steel Magnolia, Josh Thompson)
- 2011 - The H2O Frozen Over Tour (con Darius Rucker, Jerrod Niemann)
- 2011 - H2O II: Wetter and Wilder World Tour (con Darius Rucker, Blake Shelton, Jerrod Niemann, Sunny Sweeney, The JaneDear Girls, Brent Anderson, Edens Edge
- 2012 - Camobunga Tour (con The Band Perry, Scotty McCreery

## Banda
Paisley graba sus álbumes de estudio, en gran parte, con su banda acompañante, The Drama Kings. Su primer concierto juntos fue el 7 de mayo de 1999. Los únicos cambios que ha habido desde entonces son la incorporación de Randel Currie en la steel guitar en el 2000 y la salida de Jimmy Heffernan en el 2001. También, Jody Harris trabajó como técnico de guitarras de Paisley hasta convertirse en un miembro de la banda en el "American Saturday Night Tour". En 2010 la banda estaba compuesta por:
- Brad Paisley – voz líder, guitarra líder
- Gary Hooker – guitarra rítmica
- Randle Currie – steel guitar
- Kendal Marcy – instrumentos de teclado, banjo, mandolina
- Justin Williamson – fiddle, mandolina
- Kenny Lewis – bajo eléctrico
- Ben Sesar – batería

## Vida personal

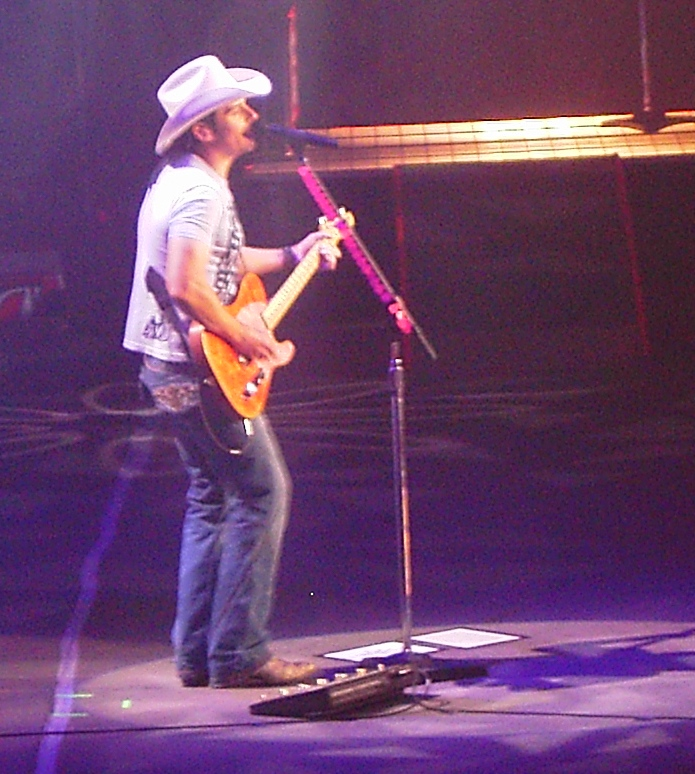
Paisley tocando en 2006.

Brad Paisley ha estado casado con la actriz Kimberly Williams desde el 2003. Paisley vio a Kimberley Williams por primera vez en la película El padre de la novia (1991), la cual fue a ver con su antigua novia. Brad y su antigua novia rompieron antes de que la secuela de la película, Vuelve el padre de la novia (Ahora también abuelo), saliera así que fue a ver esta segunda parte solo. Brad ha señalado que cuando vio a Kimberly Williams' actuar pensó que parecía una chica genial, lista y divertida y todas esas cosas que son tan difíciles de encontrar."
Paisley y Williams empezaron a salir en el 2001. En 2002 Williams apareció en el vídeo de la canción "I'm Gonna Miss Her (The Fishin' Song)", el último sencillo del álbum Part II. Se casaron el 15 de marzo de 2003 en la capilla "Stauffer Chapel" del campus de Pepperdine University tras nueve meses de compromiso. Viven en Franklin, Tennessee, y tienen otra casa en Malibú.
El primer hijo de Paisley y Williams, William Huckleberry, o "Huck", nació el 22 de febrero de 2007 en Nashville, Tennessee. Su segundo hijo, Jasper Warren (llamado así por el abuelo de Brad, que le compró su primera guitarra), nació el 17 de abril de 2009.
Paisley es miembro de la jurisdicción del sur del Rito Escocés de la Francmasonería, y aristócrata de la AAONMS, también conocida como Shriners. Su padre, Doug Paisley, le acompañó a la ceremonia(32.º) el 28 de octubre de 2006.
Paisley siempre ha sido fan del equipo de fútbol americano Cleveland Browns. Cantó el himno nacional antes de un partido de la temporada del 1999 y dijo en una entrevista con ESPN que su sueño siempre había sido jugar a fútbol para su equipo. Además invitó al antiguo defensa del equipo, Brady Quinn, a un concierto en "Blossom Music Center" en 2008.
Paisley también es fan de los atletas de la universidad de Virginia Occidental y del equipo de béisbol Boston Red Sox.
A finales de 2009, la revista Variety, anunció que Paisley entraría en el mundo de la televisión como productor ejecutivo de una nueva serie dramática, para la cadena The CW Network, llamada Nashville. El argumento fue escrito y creado por Neal Dodson y por el actor Matthew Bomer. El creador de la serie One Tree Hill dirigió el episodio piloto. El actor Zachary Quinto también iba a ser productor ejecutivo de la serie junto con Dodson, Bomer, y Corey Moosa. Finalmente, la cadena The CW Network, anunció su programación para otoño en mayo de 2010 y se vio que el episodio piloto no había sido elegido para llevar a cabo la serie.

## Equipo
La primera guitarra de Paisley, un regalo de su abuelo, era una Silvertone modelo 1451 de Danelectro que venía junto a un amplificador. Su siguiente guitarra, que obtuvo a los 10 o 11 años, también regalada por su abuelo, era una Sekova, copia de una Gibson ES-335, con un amplificador "Fender Deluxe Reverb". La guitarra con la que se le suele relacionar es una Fender Telecaster rosa con estampado búlgaro de 1968.
Al igual que a muchos otros músicos con viviendas en Nashville, perdió muchos instrumentos y otro equipamiento en las inundaciones de Tennessee de 2010, incluyendo una Gibson Les Paul de 1970 y el prototipo de un Z Wreck con estampado búlgaro de la firma de amplificadores "Dr. Z". De todos modos, el dinero del seguro, le permitió comprarse una Martin D-28 exclusiva del 1937, en la tienda de George Gruhn.

## Discografía

### Álbumes
De estudio
- 1999: Who Needs Pictures
- 2001: Part II
- 2003: Mud on the Tires
- 2005: Time Well Wasted
- 2006: Brad Paisley Christmas
- 2007: 5th Gear
- 2008: Play
- 2009: American Saturday Night
- 2011: This Is Country Music
- 2013: Wheelhouse
- 2014: Moonshine in the Trunk

Recopilaciones
- 2010: Hits Alive

## Premios

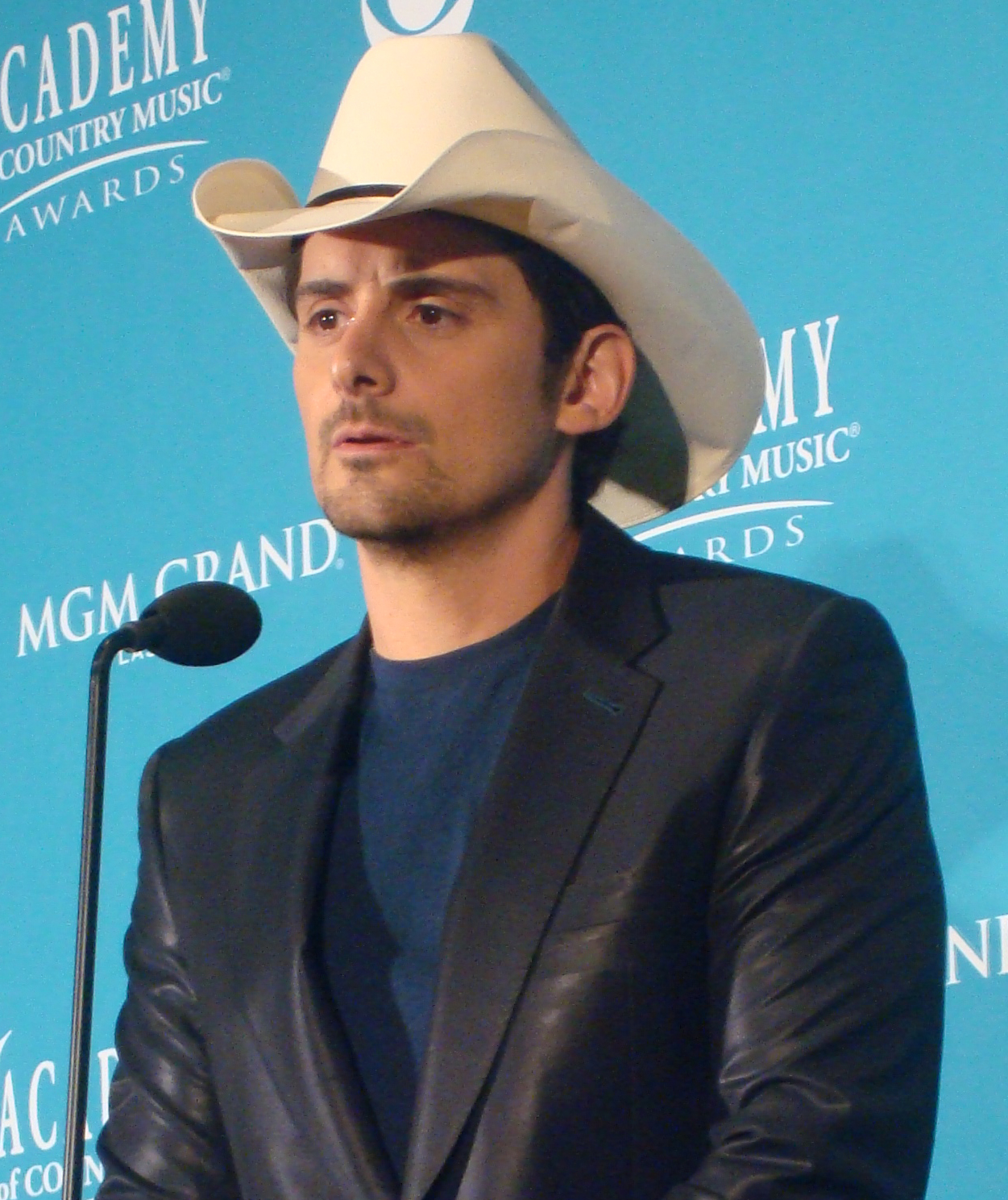
Paisley en abril de 2010

Brad Paisley has won the following awards:
- Academia de la música country
  - 1999 – Mejor vocalista masculino nuevo del año
  - 2004 – Acontecimiento vocal del año ("Whiskey Lullaby")
  - 2004 – Vídeo del año ("Whiskey Lullaby")
  - 2005 – Álbum del año ("Time Well Wasted")
  - 2005 – Acontecimiento vocal del año ("When I Get Where I'm Going")
  - 2005 – Vídeo del año ("When I Get Where I'm Going")
  - 2007 – Mejor vocalista masculino del año
  - 2008 – Mejor vocalista masculino del año
  - 2008 – Vídeo del año ("Online")
  - 2009 – Vídeo del año ("Waitin' on a Woman")
  - 2009 – Acontecimiento vocal del año ("Start a Band")
  - 2009 – Mejor vocalista masculino del año
  - 2010 – Mejor vocalista masculino del año
  - 2011 – Mejor vocalista masculino del año
- Premios de la asociación de música country
  - 2000 – Premio Horizon
  - 2001 – Acontecimiento vocal del año ("Too Country")
  - 2002 – Vídeo musical del año ("I'm Gonna Miss Her")
  - 2004 – Acontecimiento musical del año ("Whiskey Lullaby")
  - 2004 – Vídeo musical del año ("Whiskey Lullaby")
  - 2006 – Álbum del año (Time Well Wasted)
  - 2006 – Acontecimiento musical del año ("When I Get Where I'm Going")
  - 2007 – Vídeo musical del año ("Online" – director Jason Alexander)
  - 2007 – Vocalista masculino del año
  - 2008 – Vídeo musical del año ("Waitin' on a Woman")
  - 2008 – Vocalista masculino del año
  - 2009 – Vocalista masculino del año
  - 2009 – Acontecimiento musical del año ("Start A Band" with Keith Urban)
  - 2010 – Artista del año
- Premios Grammy
  - 2008 – Mejor actuación instrumental de música country ("Throttleneck")
  - 2009 – Mejor actuación instrumental de música country ("Cluster Pluck")
  - 2009 – Mejor actuación vocal masculina de música country ("Letter to Me")
- Country Weekly Presents the TNN Music Awards
  - 2000 – Premio revelación
  - 2000 – Canción del año ("He Didn't Have to Be")
  - 2000 – Vídeo musical del año ("He Didn't Have to Be")
- Flameworthy Awards/CMT Music Awards
  - 2002 – Concepto de vídeo del año ("I'm Gonna Miss Her")
  - 2005 – Vídeo colaborador del año ("Whiskey Lullaby")
  - 2006 – Vídeo más inspirador del año ("When I Get Where I'm Going")
  - 2008 – Vídeo cómico del año ("Online")
  - 2009 – Actuación del año ("Country Boy")
  - 2009 – Vídeo colaborador del año ("Start a Band")
  - 2009 – Vídeo masculino del año ("Waitin' On a Woman")
- American Music Awards
  - 2008 – Artista masculino de música country favorito
  - 2010 – Artista masculino de música country favorito
- American Country Awards
  - 2010 – Artista masculino del año
- Orville H. Gibson Guitar Award
  - 2002 – Mejor guitarrista de música country masculino
- Nashville Songwriters Association International
  - 2002 – Compositor/Artista del año
  - 2005 – Compositor/Artista del año
- ASCAP Country Music Award
  - 2004 – Compositor/Artista del año